# Бостандык (Жамбылская область)
Бостандык (каз. Бостандық) — село в Таласском районе Жамбылской области Казахстана. Административный центр Бостандыкского сельского округа. Код КАТО — 316249100.

## История
В советское время в селе действовал совхоз «Бостандыкский» (ранее — колхоз «Бостандык») Таласского района. В этом колхозе трудились чабаны Герои Социалистического Труда Унгарбай Наурызбаев и Тургын Сабденбенков.

## Население
В 1999 году население села составляло 1570 человек (811 мужчин и 759 женщин). По данным переписи 2009 года, в селе проживало 605 человек (312 мужчин и 293 женщины).